# Carex tuminensis
Carex tuminensis är en halvgräsart som beskrevs av Vladimir Leontjevitj Komarov. Carex tuminensis ingår i släktet starrar, och familjen halvgräs. Inga underarter finns listade i Catalogue of Life.